# Vincent Riotta
Vincenzo Riotta, noto come Vincent (Londra, 3 gennaio 1959), è un attore britannico di origini italiane.

## Biografia
Nato a Londra da genitori italiani di Mussomeli, in provincia di Caltanissetta, dove ancora vivono alcuni suoi parenti, ha studiato recitazione alla Royal Academy di Londra. Recita e lavora come attore sia in Gran Bretagna sia in Italia. È molto attivo sia in televisione sia al cinema.
In Italia è noto per aver partecipato alla serie Il capo dei capi, interpretando la parte del pentito di mafia Tommaso Buscetta.
Nel 2017 riceve il premio Vincenzo Crocitti nella categoria Carriera internazionale.

## Filmografia

### Cinema
- Car Trouble, regia di David Green (1985)
- Body Contact, regia di Bernard Rose (1986)
- The Play on One, regia di Bill Bryden (1988)
- Hanna's War, regia di Menahem Golan (1988)
- Shadow of the Noose, regia di Sebastian Graham Jones e Matthew Robinson (1988)
- Chernobyl: The Final Warning, regia di Anthony Page (1991)
- Il sesto giorno - La vendetta,  regia di Daniel Stone (1994)
- La chance, regia di Aldo Lado (1994)
- A Little Worm, regia di Marc Bernardout (1995)
- Amare per sempre (In Love and War), regia di Richard Attenborough (1996)
- Matter of Trust, regia di Joey Travolta (1997)
- Falling Sky, regia di Russ Brandt e Brian J. De Palma (1998)
- Los Angeles - Cannes solo andata (Ballad of the Nightingale), regia di Guy Greville-Morris (1999)
- The Hook-Armed Man, regia di Greg Chwerchak (2000)
- StarLancer, regia di Erin Roberts (2000)
- Dancing at the Blue Iguana, regia di Michael Radford (2000)
- Il mandolino del capitano Corelli (Captain Corelli's Mandolin), regia di John Madden (2001)
- Texas 46, regia di Giorgio Serafini (2002)
- Heaven, regia di Tom Tykwer (2002)
- Bella Bettien, regia di Hans Pos (2002)
- Belly of the Beast, regia di Siu-Tung Ching (2003)
- Sotto il sole della Toscana (Under the Tuscan Sun), regia di Audrey Wells (2003)
- Nema problema, regia di Giancarlo Bocchi (2004)
- Nel mio amore, regia di Susanna Tamaro (2004)
- Nine Lives (Unstoppable), regia di David Carson
- Revolver, regia di Guy Ritchie (2005)
- In ascolto, regia di Giacomo Martelli (2006)
- Shadow Man - Il triangolo del terrore, regia di Michael Keusch (2006)
- Fade to Black, regia di Oliver Parker (2006)
- The Moon and the Stars, regia di John Irvin (2007)
- Il cavaliere oscuro (The Dark Knight), regia di Christopher Nolan (2008)
- Butterfly zone - Il senso della farfalla, regia di Luciano Capponi (2009)
- Nine, regia di Rob Marshall (2009)
- Rush, regia di Ron Howard (2013)
- Third Person, regia di Paul Haggis (2013)
- Tender Eyes, regia di Alfonso Bergamo (2014)
- Inferno, regia di Ron Howard (2016)
- In guerra per amore, regia di Pif (2016)
- Natale a Londra - Dio salvi la regina, regia di Volfango De Biasi (2016)
- Black Butterfly, regia di Brian Goodman (2017)
- 55 passi (55 Steps), regia di Bille August (2017)
- Era mio nemico (The Chinese Widow), regia di Bille August (2017)
- 7 giorni a Entebbe, regia di José Padilha (2018)
- I due Papi, regia di Fernando Meirelles (2019)
- Dolce fine giornata, regia di Jacek Borcuch (2019)
- Entro mezzanotte, regia di Tony Gangitano e Peppino Orecchia (2019)
- Divorzio a Las Vegas, regia di Umberto Carteni (2020)
- Zack Snyder's Justice League, regia di Zack Snyder (2021)
- Lupo Bianco, regia Tony Gangitano (2021)
- House of Gucci, regia di Ridley Scott (2021)
- I racconti della domenica, regia di Giovanni Virgilio (2022)
- Goffredo e l'Italia chiamò, regia di Angelo Antonucci (2019)
- Anemos - Il vento, regia di Fabrizio Guarducci (2022)
- Book Club - Il capitolo successivo (Book Club: The Next Chapter), regia di Bill Holderman (2023)
- Il meglio di te, regia di Fabrizio Maria Cortese (2023)

### Televisione
- Pope John Paul II, regia di Herbert Wise (1984)
- A.D. - Anno Domini (A.D.), regia di Stuart Cooper - miniserie televisiva (1985)
- Harem, regia di William Hale (1986)
- True Crimes, regia di Nigel Mirrel (1992)
- Screen One, regia di Udayan Prasad (1992)
- The Marshal, regia di Alan Clayton (1993)
- Poirot (Agatha Christie's Poirot) - serie TV, episodio 5x05 (1993)
- Il quinto giorno, regia di Stelvio Massi (1994)
- Pie in the Sky, regia di Colin Gregg (1994)
- Abramo (Abraham), regia di Joseph Sargent - miniserie TV (1994)
- Mosè (Moses), regia di Roger Young (1995)
- Der Blinde, regia di Peter Keglevic (1996)
- Mr. & Mrs. Smith (1996)
- NewsRadio, regia di Tom Cherones (1997)
- Dark Skies - Oscure presenze (Dark Skies), regia di Bryce Zabel (1997)
- Tracey Takes One..., regia di Don Scardino (1997)
- Babylon 5, regia di Stephen Furst (1998)
- JAG - Avvocati in divisa, regia di Alan J. Levi, Tony Wharmby e John McPherson (1995-1998)
- Submerged - Inabissati (Submerged), regia di James Keach (2001)
- Il destino ha 4 zampe, regia di Tiziana Aristarco (2002)
- Padri, regia di Riccardo Donna (2002)
- Ferrari, regia di Carlo Carlei (2003)
- Alias (serie televisiva), regia di Jack Bender (2004)
- Detective Monk (Monk) – serie TV, episodio 3x01 (2004)
- Metropolitan Police (The Bill), regia di Christopher King e Nicholas Laughland (1990-2005)
- Padre Speranza, regia di Ruggero Deodato (2005)
- Don Matteo 5, regia di Carmine Elia (2006)
- Hannibal, regia di Edward Bazalgette (2006)
- Giovanni Falcone - L'uomo che sfidò Cosa Nostra, regia di Andrea Frazzi e Antonio Frazzi (2006)
- Nuclear Secrets, regia di Chris Bould e Toby Sculthorpe (2007)
- L'ultimo dei Corleonesi, regia di Alberto Negrin (2007)
- Il capo dei capi, regia di Enzo Monteleone e Alexis Sweet (2007) - Tommaso Buscetta
- A Touch of Frost, regia di Roger Bamford (2008)
- Little Dorrit, regia di Adam Smith - miniserie TV (2008)
- Einstein, regia di Liliana Cavani - miniserie TV, episodio 2 (2008)
- Squadra antimafia - Palermo oggi - serie TV (2009-2012)
- Il falco e la colomba, regia di Giorgio Serafini (2009)
- Intelligence - Servizi & segreti, regia di Alexis Sweet (2009)
- Sant'Agostino, regia di Christian Duguay - miniserie TV (2010)
- Sotto il cielo di Roma, regia di Christian Duguay (2010)
- Caruso, la voce dell'amore, regia di Stefano Reali - miniserie TV (2012)
- Amanda Knox (Amanda Knox: Murder on Trial in Italy), regia di Robert Dornhelm – film TV (2011)
- Da Vinci's Demons – serie TV, 8 episodi (2013-2014)
- Romeo e Giulietta - miniserie TV (2014)
- Ragion di Stato, regia di Marco Pontecorvo (2015)
- Solo, regia di Michele Alhaique - serie TV, episodio 1 (2016)
- La mafia uccide solo d'estate - Capitolo 2, regia di Luca Ribuoli - serie TV (2018)
- Rome in Love, regia di Eric Bross – film TV (2019)
- Per Elisa - Il caso Claps, regia di Marco Pontecorvo – miniserie TV, episodi 5-6 (2023)
- Rapina e fuga (Culprits) – serie TV, 5 episodi (2023)
- Those About to Die, regia di Roland Emmerich e Marco Kreuzpaintner – miniserie TV, 8 puntate (2024)

## Teatro
- The Dumb Waiter - Il calapranzi, scritto da Harold Pinter, regia di Vincent Riotta (2011)

## Doppiatori italiani
Nelle versioni in italiano delle opere in cui ha recitato, Vincent Riotta è stato doppiato da:
- Massimo Lodolo in Abramo, La chance
- Stefano Mondini in Revolver
- Wladimiro Grana in Detective Monk
- Franco Mannella in House of Gucci
- Saverio Indrio in Shadow Man - Il triangolo del terrore
- Ambrogio Colombo in Love in the Villa - Innamorarsi a Verona